# Спектър (1983)
„Спектър“ (на македонска литературна норма: „Спектар“) е научно списание за наука и книжовност, което излиза в Скопие, Република Северна Македония, от 1983 година. Орган е на Института за македонска литература.

## История
Списанието започва да излиза в 1983 година. Съдържа рубриките: „Литературна история“, „Съвременна македонска литература“, „Литературни връзки-препечатки от света“, „Теория – поетика“, „Мит – фолклор“. Специално място е отделено на рецензии, презентации, прегледи на най-новата научна и професионална литература, а в отделни бройки е отделено място и за научни дискусии и библиографии. От юбилейния брой № 41-42 списанието е достъпно и в интернет.